# Personaggi di Community
Community è una sitcom statunitense creata da Dan Harmon. Ambientata nel fittizio Greendale Community College, la serie racconta le vicende di alcuni studenti che formano un gruppo di studio di spagnolo.
La serie è interpretata da Joel McHale (Jeff Winger), Gillian Jacobs (Britta Perry), Danny Pudi (Abed Nadir), Yvette Nicole Brown (Shirley Bennett), Alison Brie (Annie Edison), Donald Glover (Troy Barnes), Chevy Chase (Pierce Hawthorne), Jim Rash (Craig Pelton) e Ken Jeong (Ben Chang). Nella serie sono presenti anche diversi personaggi ricorrenti, principalmente studenti e insegnanti di Greendale.

## Personaggi principali
| Personaggio      | Interprete          | Stagioni   | Stagioni   | Stagioni | Stagioni | Stagioni | Stagioni |
| Personaggio      | Interprete          | 1          | 2          | 3        | 4        | 5        | 6        |
| ---------------- | ------------------- | ---------- | ---------- | -------- | -------- | -------- | -------- |
| Jeff Winger      | Joel McHale         | Regolare   | Regolare   | Regolare | Regolare | Regolare | Regolare |
| Britta Perry     | Gillian Jacobs      | Regolare   | Regolare   | Regolare | Regolare | Regolare | Regolare |
| Abed Nadir       | Danny Pudi          | Regolare   | Regolare   | Regolare | Regolare | Regolare | Regolare |
| Annie Edison     | Alison Brie         | Regolare   | Regolare   | Regolare | Regolare | Regolare | Regolare |
| Shirley Bennett  | Yvette Nicole Brown | Regolare   | Regolare   | Regolare | Regolare | Regolare | Guest    |
| Ben Chang        | Ken Jeong           | Regolare   | Regolare   | Regolare | Regolare | Regolare | Regolare |
| Troy Barnes      | Donald Glover       | Regolare   | Regolare   | Regolare | Regolare | Regolare |          |
| Pierce Hawthorne | Chevy Chase         | Regolare   | Regolare   | Regolare | Regolare | Guest    |          |
| Craig Pelton     | Jim Rash            | Ricorrente | Ricorrente | Regolare | Regolare | Regolare | Regolare |

### Jeff Winger
Jeffrey Tobias "Jeff" Winger (interpretato da Joel McHale, doppiato da Lorenzo Scattorin) è un furbo e sarcastico ex-avvocato che frequenta il Greendale Community College.

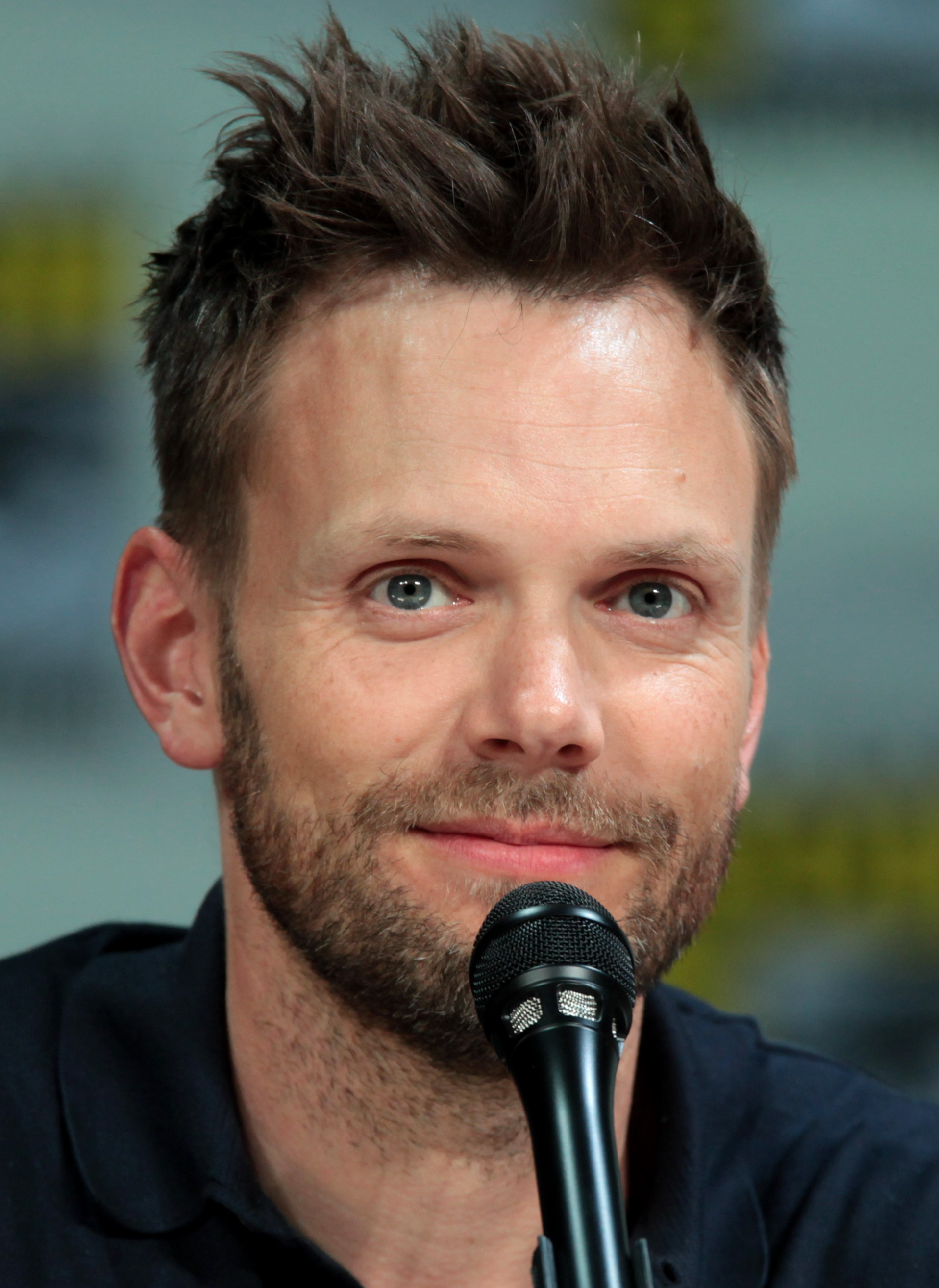
Joel McHale

Jeff era un avvocato di successo presso lo studio Hamish, Hamish, and Hamlin. Ha esercitato la professione per oltre sei anni specializzandosi in casi di guida sotto effetto di stupefacenti e in stato di ebbrezza. Nel 2002 difende Ian Duncan, accusato di guida in stato di ebbrezza, e i due diventano amici. Dopo aver difeso con successo una spogliarellista chiamata Mysti, Jeff viene tradito dal suo collega e amico Alan Connor, che manda un'email alla Colorado Bar Association rivelando che Jeff non ha mai ottenuto una laurea alla Columbia University, ma di averne ottenuta una in Colombia. Jeff decide allora di iscriversi a un college per ottenere una vera laurea e tornare a esercitare la professione. Mentre si trovava in una yogurteria, Jeff si ricorda che Ian Duncan insegna al Greendale Community College e decide di andare là, sperando che l'amicizia con il professore lo possa aiutare a superare con facilità gli esami.
Nell'episodio pilota, Jeff forma un gruppo di studio in modo da conquistare Britta, sua compagna di classe. Alla fine dell'episodio Jeff viene cacciato dal gruppo, ma tuttavia gli altri ragazzi lo perdonano e lo fanno tornare con loro. Dopo che Britta lo rifiuta definitivamente, Jeff comincia a flirtare con la sua professoressa di statistica, Michelle Slater, e i due cominciano a frequentarsi. Dopo che la professoressa Slater lo lascia, Jeff ha un rapporto sessuale con Britta nell'aula studio (nell'episodio Greendale in guerra). Alla fine della prima stagione Britta e la professoressa Slater, nuovamente interessata a Jeff, si ritrovano a competere per il suo cuore, finché Britta non rivela di amarlo al ballo di fine anno. Jeff esce dalla scuola per pensare e si bacia con Annie. Nel corso della serie il gruppo di studio scopre che Jeff e Britta hanno continuato ad andare a letto insieme, e i due capiscono che non hanno alcun interesse a continuare a frequentarsi. Jeff e Annie continuano invece a flirtare per gran parte della terza stagione.
Jeff è continuamente sarcastico, cerca sempre di ottenere un profitto da ogni situazione e si dimostra spesso il meno entusiasta per le attività a Greendale tra i membri del gruppo di studio. Inizialmente Jeff tende a essere manipolatore ed egocentrico, ma col tempo mostra un crescente affetto nei confronti dei membri del gruppo, che ben presto diventano come una famiglia. A Jeff piace essere in una posizione di comando, ed è considerato da tutti come il leader del gruppo. Diversi membri del gruppo si affidano a lui come se fosse un padre, nonostante Pierce Hawthorne, il membro più anziano e sociopatico del gruppo, cerchi di resistere e insulti Jeff in modo da poter essere il capo del gruppo. Proprio grazie al suo carisma e al suo passato da avvocato molte persone, tra cui il preside Pelton e il señor Chang, cercano l'aiuto di Jeff. A causa del suo spirito competitivo Jeff si mette spesso in competizione con gli altri, e spesso non si impegna molto in classe.
Nel finale della quarta stagione Jeff ottiene la sua laurea e finisce gli studi al Greendale.
Nella quinta stagione il suo studio legale fallisce, e Jeff viene contattato da Alan per fare causa al Greendale. Jeff torna al college ma non appena capisce quanto le persone tengano alla scuola decide di lasciar perdere la causa legale. Jeff diventa quindi un insegnante di diritto alla scuola, e forma il comitato Save Greendale. Nel penultimo episodio chiede a Britta di sposarsi, ma i due dopo poco abbandonano l'idea. In questa stagione Jeff compie anche i suoi quarant'anni e cade in coma, poiché inizia a pensare di stare invecchiando e che non ha un vero scopo nella vita. Nell'ultimo episodio salva il Greendale liberando tutti i suoi amici dopo uno scambio di pensieri con Annie.
Nella sesta stagione Jeff continua ad insegnare nonostante i suoi problemi con l'alcol. Nell'ultimo episodio si rende conto di essere l'unico membro del gruppo senza un vero obiettivo, di essere innamorato ancora di Annie (con la quale si scambierà un ultimo bacio) e capisce che molto probabilmente sarà l'ultimo di loro a lasciare Greendale.

### Britta Perry
Britta Perry (interpretata da Gillian Jacobs, doppiata da Emanuela Pacotto) è una studentessa sempre impegnata nelle cause politiche e umanitaria, e spesso funge da capro espiatorio del gruppo.

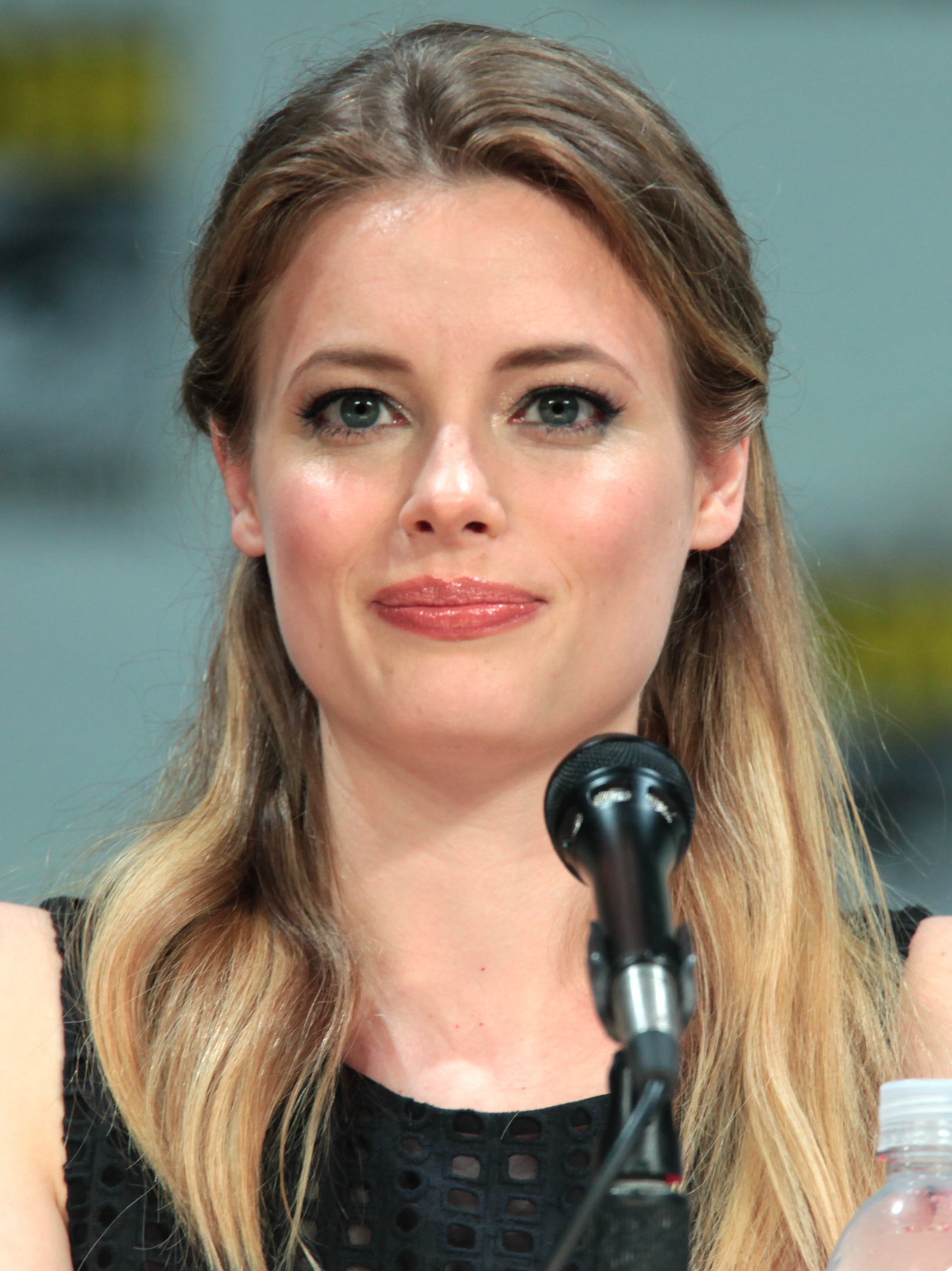
Gillian Jacobs

Durante una festa di compleanno subì un trauma mai spiegato che coinvolge un uomo in un costume da dinosauro. Decise di lasciare il liceo perché credeva di poter far colpo sui Radiohead. Dopo aver lasciato il liceo cominciò a vandalizzare i cartelloni pubblicitari nel suo quartiere. Conobbe poi altri vandali e insieme formare un piccolo gruppo di anarchici vandali di cartelloni. Il gruppo crebbe e infine Britta venne cacciata dopo una votazione democratica. Poco dopo l'abbandono di Britta il gruppo entrò a far parte di un'azienda pubblicitaria. Britta si unì in seguito ai corpi di pace, fece la modella di piedi, venne colpita dai lacrimogeni durante una protesta e fece un lungo viaggio in Africa. Dopo aver tentato di formare un altro gruppo di attivisti Britta decide di fare qualcosa della propria vita: mentre cercava lavoro presso una yogurteria incontrò un uomo con dei volantini del Greendale Community College. Dopo aver saputo quanto fosse facile laurearsi al Greendale, Britta decide di iscriversi. Nella première della terza stagione Britta annuncia al gruppo di voler studiare psicologia per diventare una psicoterapeuta, ma il gruppo prende la sua decisione con molto scetticismo.
Britta è la "ribelle" del college, e viene spesso presa in giro dagli altri membri del gruppo. È spesso la voce della ragione del gruppo, ma viene presa in giro per via del suo impegno politico. Nonostante sia comunque molto amata dal gruppo, viene spesso considerata la guastafeste e il membro del gruppo meno divertente. Il gruppo arriva a usare il termine "britta" come sinonimo di rovina, e fa spesso delle figuracce, come al glee club. Nella seconda stagione Britta trova un lavoro come cameriera in un locale dove è odiata da tutti, non prende nessuna mancia ed infine viene licenziata. Viene definita da Abed come un robot, ma nonostante ciò è il personaggio più buffo del gruppo, e finisce spesso in situazioni slapstick.
Nelle prime stagioni ha una complicata relazione con Jeff, a cui non è interessata ma con cui va spesso a letto; per tener testa con la professoressa Slater, fidanzata di Jeff, arriva a dichiarare il proprio amore per Jeff. Britta e Jeff si considerano la madre e il padre del gruppo, e spesso pensano di sapere cosa è meglio per i loro amici; i due sono spesso in disaccordo e si stuzzicano a vicenda, comportamento che il gruppo ritiene sia legato alla tensione sessuale che c'è tra i due.
Nella terza stagione comincia una relazione con Troy, tuttavia i due si lasciano nella quarta stagione.
Nella quinta stagione Britta ha lasciato Greendale ed è tornata a lavorare come barista, ma si re-iscrive al college in modo da poter diventare una psicologa. Nella sesta stagione Britta va a vivere con Abed e Annie e fa parte del comitato Save Greendale, e alla fine è insieme a Jeff l'unica del gruppo a restare a Greendale.

### Abed Nadir
Abed Gubi Nadir (interpretato da Danny Pudi, doppiato da Davide Garbolino) è un giovane ragazzo appassionato di cultura pop che aspira a diventare un regista. Paste l'ha inserito alla prima posizione della lista dei 20 migliori personaggi del 2011, descrivendolo come il "centro emozionale dello show", e scrivendo che "la sua ossessione per la cultura pop e la sua amicizia con Troy sono alcune delle cose migliori della serie".

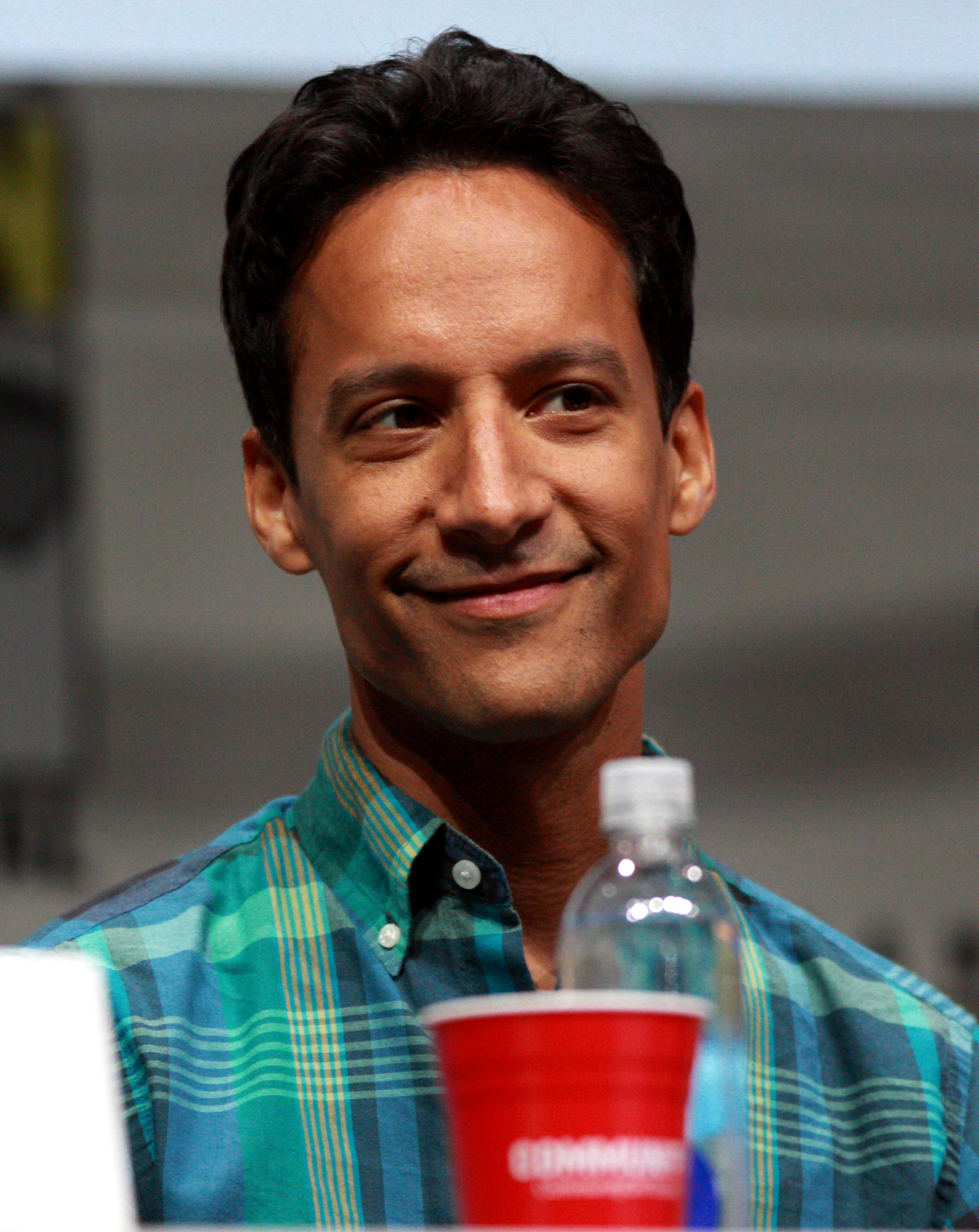
Danny Pudi

Inizialmente Abed frequenta Greendale per poter aiutare in seguito il padre a gestire economicamente il suo banchetto di felafel, ma Britta lo spinge a seguire la sua passione e Abed decide di dedicarsi al cinema. Nonostante Abed vada d'accordo con il gruppo, è un ragazzo molto analitico e parla con un tono piuttosto distaccato e senza emozioni. È spesso molto franco e dà un senso alle situazioni attraverso collegamenti con la cultura pop, cosa che porta molti a credere che abbia la sindrome di Asperger. Jeff gli dice chiaramente "hai l'Asperger" durante il loro primo incontro, cosa che gli altri trovano offensiva, mentre Abed chiede cosa sia, senza averne mai sentito parlare. Allusioni al possibile autismo di Abed sono considerati tabù nel gruppo. Nonostante Abed presenti diversi sintomi dell'Asperger, apparentemente non si è mai sottoposto a una diagnosi vera e propria. Tuttavia Abed potrebbe non essere così emotivamente chiuso come potrebbe apparire. Sua madre divenne così stufa del suo comportamento che lasciò la famiglia quando Abed aveva sei anni. Abed non ne parla molto, ma il suo film nella prima stagione rivela che l'abbandono della madre lo ferì molto. Abed tiene molto a suo padre ma è spesso in disaccordo con lui, anche se interiormente Abed incolpa sé stesso per l'abbandono della madre, e si sente profondamente in colpa per il dolore causato al padre. Sua madre inoltre si è risposata e ha una nuova famiglia, mentre il padre vive vicino al Community College in modo che Abed possa vivere con lui durante l'estate.
Abed spesso funge da ponte tra il mondo di Community e lo spettatore, e questa caratteristica permette alla serie di giocare e rompere le convenzioni televisive. Nonostante la sua franchezza e consapevolezza Abed è un ragazzo allegro, dolce e innocente. Abed è amato da tutti, specialmente dal suo migliore amico Troy. In L'horror in sette inquietanti passaggi il gruppo compila alcuni test psicologici e viene rivelato che Abed è l'unica persona sana di mente del gruppo.
Abed dà un senso ai personaggi e alla storia attraverso riferimenti a diversi film e serie televisive. Questo suo "talento" lo porta a essere spesso meta-referenziale e a parlare del gruppo come se fossero all'interno di una serie televisiva. Talvolta riesce addirittura a capire in anticipo comportamenti degli altri. Questa sua capacità, unita all'abilità di imitare altri personaggi, gli permette di indurre i suoi amici a confidarsi con lui. Inoltre, nonostante non sia mai specificato del tutto, alcuni suoi commenti sembrano implicare che Abed sia consapevole di essere un personaggio di una serie televisiva; in Calligrafia collaborativa afferma di star facendo un episodio al risparmio, e l'episodio è davvero un episodio al risparmio. Tuttavia, in più occasioni dice di rendersi conto di non far parte di una serie televisiva; le serie televisive hanno regole che stabiliscono cosa può o non può accadere e quando, e Abed sembra usare la televisione come guida per capire come comportarsi in determinate situazioni. Il riferimento all'episodio al risparmio può dunque essere un tentativo di capire il comportamento dei suoi amici.
Abed e Troy sono legati da un'amicizia molto profonda. Nella prima stagione Abed ferisce i sentimenti di Troy dicendogli di non volerlo come compagno di stanza, ma in seguito gli spiega di non voler rovinare la loro amicizia stando così tanto tempo insieme. Nella terza stagione Abed e Troy decidono di affittare un appartamento e andare a vivere insieme, e verranno in seguito raggiunti da Annie.
Nella quinta stagione Abed lascia il Greendale per diventare un regista, ma ritorna in modo da imparare come lavorare con delle persone vere. In Escapismo geotermico Troy parte per un viaggio intorno al mondo e Abed ha problemi ad affrontare la partenza dell'amico. Diventa in seguito partner del professor Buzz Hickey e, pian piano,  impara a lavorare con le altre persone.
Nella sesta stagione Abed passa molto tempo con Annie e Britta (che è andata a vivere con loro) e lavora a diversi progetti. Alla fine della stagione si trasferisce a Los Angeles per inseguire il suo sogno.

### Shirley Bennett
Shirley Bennett, nata Edwards (interpretata da Yvette Nicole Brown, doppiata da Elisabetta Cesone), (stagioni 1-5, guest star stagione 6) è una madre che frequenta il Greendale Community College. 

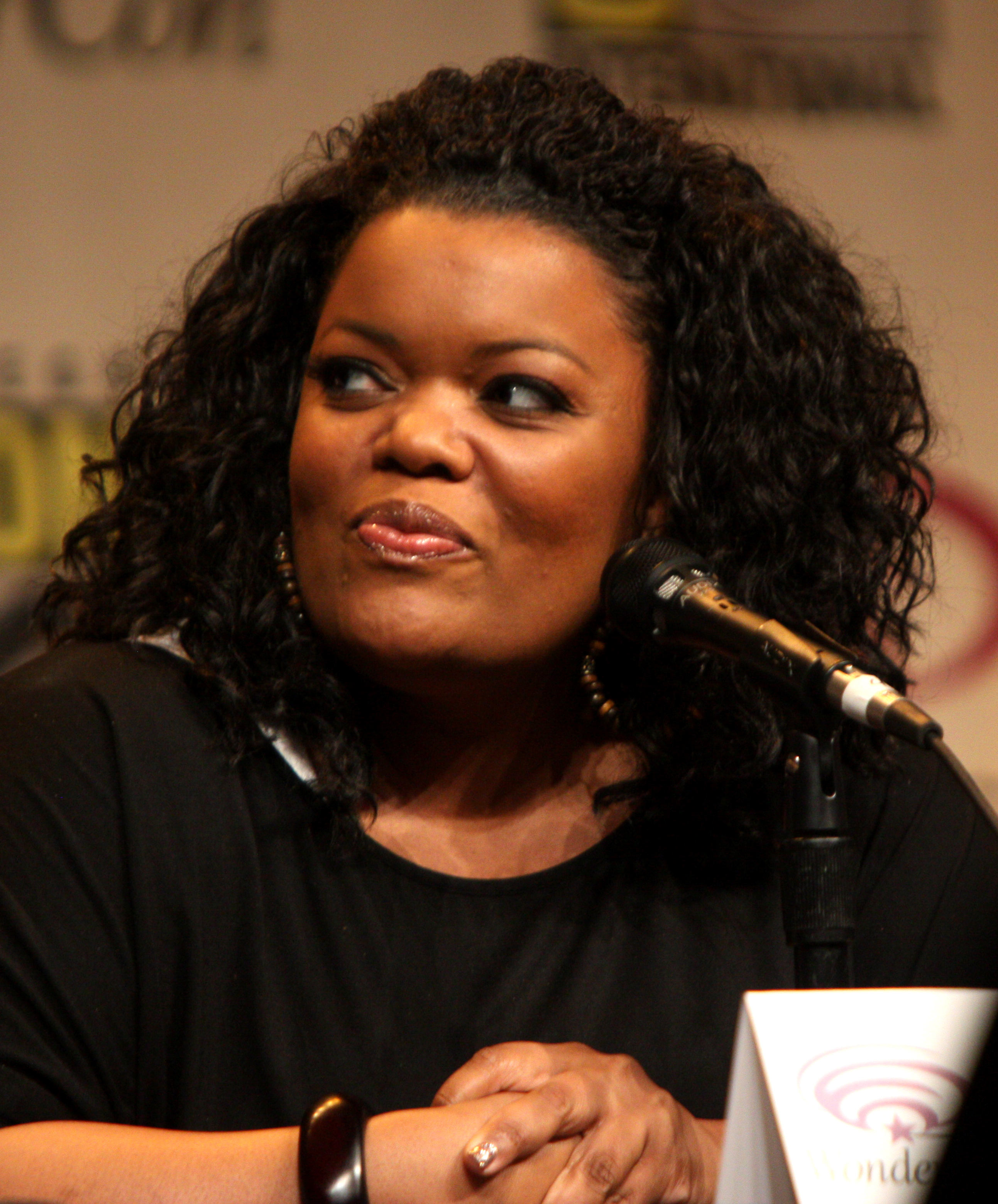
Yvette Nicole Brown

Shirley è una devota cristiana ed è una persona dolce e dal comportamento materno, ma spesso soffre di attacchi d'ira. Ha un passato da alcolizzata ed è stata tradita dal marito con una spogliarellista. La vita di Shirley cambia quando si reca al centro commerciale con la famiglia. Mentre pranza con suo marito, Andre, Shirley si accorge che i suoi figli stanno parlando con un ragazzo arrabbiato che gli ordina di non andare a vedere Star Wars Episodio I: La minaccia fantasma. Mentre va a recuperare i figli, Andre incontra una spogliarellista chiamata Mysti, con cui inizia una relazione segreta. Dopo aver scoperto il tradimento del marito, Shirley chiede il divorzio e cade in depressione. Mentre si trova in una yogurteria legge un volantino del Greendale Community College e decide di dare una svolta alla sua vita, prendendo un Bachelor's Degree in Business in modo da poter avviare una propria attività.
Shirley si sente spesso a disagio nell'essere una cristiana molto più devota degli altri a Greendale. Fatica spesso a tollerare la fede degli altri e, a volte, tenta di convincere le persone a convertirsi. Shirley lega con tutti i membri del gruppo, ma tollera a malapena Pierce a causa dei suoi atteggiamenti razzisti. In Calcetto e vigilanti si scopre che lei e Jeff si incontrarono quando avevano rispettivamente 12 e 10 anni e Shirley umiliò Jeff a biliardino.
In Epidemiologia Shirley e Chang, entrambi ubriachi, vanno a letto insieme. Poco dopo Shirley torna con suo marito, ma presto scopre di essere incinta. Nell'episodio Antropologia applicata e arte culinaria Shirley partorisce e scopre che il bambino è in realtà di Andre. Come segno di riconoscimento per il suo aiuto, Shirley decide di chiamare il bambino Ben, in onore di Chang.
Nella terza stagione Shirley e Andre decidono di risposarsi. Dopo che il consiglio di amministrazione delle salviette Hawthorne licenzia Pierce, Shirley decide di mettersi in affari con lui per aprire un ristorante all'interno della mensa del campus. Tuttavia lo spazio per il ristorante viene affittato da Subway e Shirley e Pierce cercano un modo per sabotarlo. Dopo che Subway viene distrutto durante una rivolta, il preside Pelton decide di dare i locali a Shirley e Pierce.
Nella quinta stagione si scopre che Andre ha nuovamente lasciato Shirley, portando con sé i bambini, poiché quest'ultima ha dedicato tutto il suo tempo e i suoi soldi al ristorante senza pensare alla famiglia. Torna a Greendale per diventare una vera imprenditrice, ma nella sesta stagione parte per andare ad accudire il padre malato.

### Annie Edison
Annie Edison (interpretata da Alison Brie, doppiata da Jasmine Laurenti) è nata il 19 Dicembre 1990; è una studentessa diligente e precisa che frequenta il Greendale Community College.

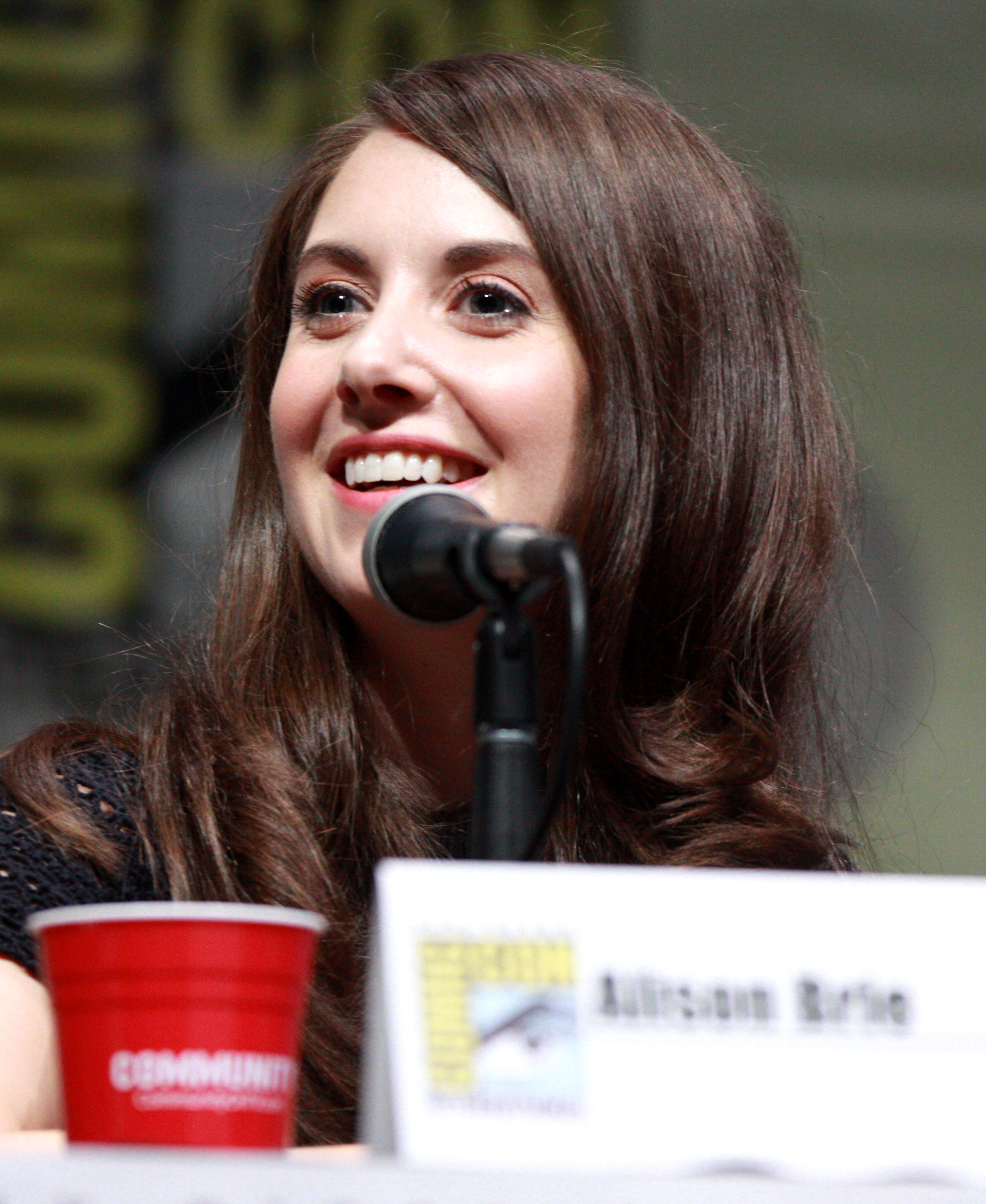
Alison Brie

Al liceo Annie era una ragazza timida e nerd che cercava disperatamente di avere successo, ma finì col diventare dipendente all'Adderall. Andava allo stesso liceo di Troy Barnes, all'epoca un popolare atleta, e aveva una cotta per lui. In seguito ad un incidente ad una festa, Annie decise di andare in riabilitazione. Questo la portò ad allontanarsi dalla famiglia e a sopravvivere solo grazie ai risparmi accumulati durante l'infanzia. Nella seconda stagione il gruppo scopre che Annie abita in un quartiere malfamato, sopra un sexy shop aperto ventiquattr'ore al giorno, e nella terza Troy e Abed la invitano a trasferirsi da loro. Mentre era in riabilitazione andò in una yogurteria dove vide un volantino di Greendale e decise di frequentare il college.
Nonostante sia la più giovane del gruppo, Annie è la più studiosa e la più seria. Ad esempio è l'unica studentessa ad avere ottenuta un credito extra per aver ospitato una festa per il Dia de los Muertos. È l'unica persona del gruppo a sapere come si studia. Inoltre registra tutte le lezioni e le trascrive. Annie è una ragazza molto allegra ed entusiasta quando si tratta di aiutare gli amici o la scuola; fa parte del giornale scolastico e del team di dibattito e, inoltre, organizza molti degli eventi del college. La sua ingenuità e innocenza la portano spesso a non partecipare alle azioni moralmente discutibili del gruppo, ma in ogni caso ama molto stare in loro compagnia. Spesso cerca di manipolare e motivare il gruppo facendo gli occhi dolci e usando la sua "faccia da Disney". Nella prima stagione prende molto seriamente la coesione all'interno del gruppo e, per paura che il gruppo possa sciogliersi dopo aver superato l'esame di spagnolo, fa licenziare il señor Chang in modo che il gruppo possa frequentare nuovamente il corso.
In diverse occasioni Annie ha anteposto i suoi interessi a quelli del gruppo: nella prima stagione frequenta l'ex-ragazzo di Britta, Vaughn, e decide di lasciare Greendale insieme a lui, mentre nella terza stagione esclude Jeff dal gruppo dopo che quest'ultimo aveva attaccato il tavolo dell'aula studio con un'ascia. È una ragazza molto affascinante anche se inizialmente non sembra rendersene totalmente conto; nella terza stagione usa il suo fascino per convincere Jeff a entrare nel Glee Club. Dopo essersi lasciata con Vaughn, Annie ha per diverso tempo una cotta per Jeff, con il quale si bacia sia durante un dibattito sia nel finale della prima stagione. All'inizio della seconda stagione è ancora interessata a Jeff, ma dopo che scopre che Jeff e Britta hanno avuto un rapporto sessuale durante la partita di paintball definisce Jeff uno "schifoso". Più avanti ha una cotta per il dr. Rich Stephenson, uno studente di Greendale e rivale di Jeff. In Analisi dei sistemi virtuali si scopre che Annie sta ancora cercando di capire quali siano i suoi sentimenti per Jeff, e arriva a capire che il suo comportamento (lei e Jeff si lanciano spesso delle lunghe occhiate romantiche e sono molto legati) non è corretto nei confronti di sé stessa e di Jeff.
Nella quinta stagione Annie lavora per un'azienda farmaceutica, ma decide di tornare a Greendale poiché non è soddisfatta della sua vita. Diventa quindi la leader del comitato Save Greendale, e alla fine della sesta stagione ottiene uno stage presso l'FBI.

### Troy Barnes

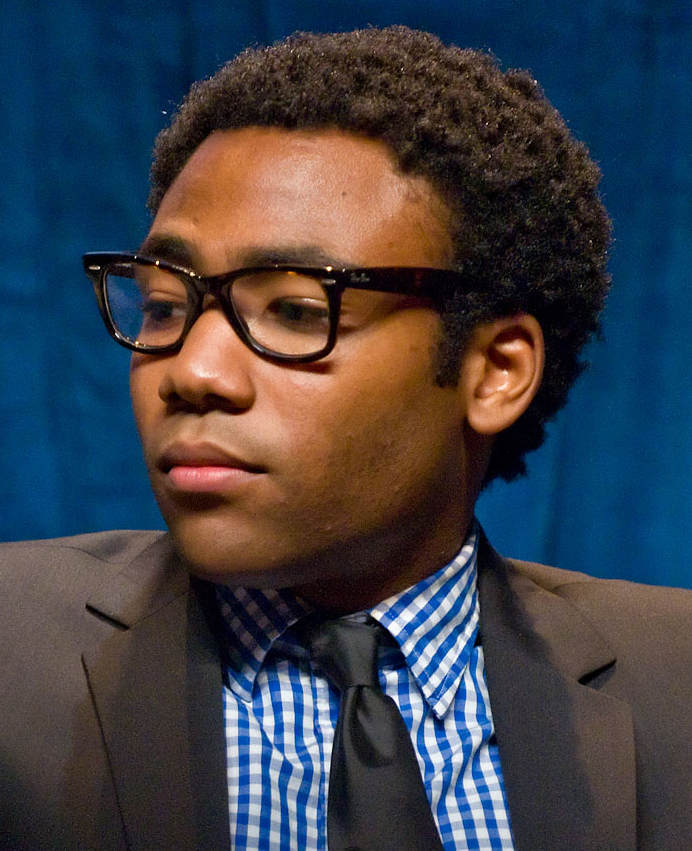
Donald Glover

Troy Barnes (interpretato da Donald Glover, doppiato da Davide Albano) (stagioni 1-5), nato il 4 Dicembre 1989 ed ex-campione di football del liceo, frequenta il Greendale Community College.
Troy è nato e cresciuto a Greendale, ed è un testimone di Geova. Ha frequentato per due anni la quinta elementare poiché sua madre gli disse che tutti quanti "hanno dieci anni per due anni". In seguito divenne un campione di football al liceo e fu anche nominato re del ballo. Troy ha paura delle tarantole, dei topi, dei millepiedi, dei laghi e dei bagni automatici. Durante una festa del liceo si fece male cercando di fare una capriola su un barile di birra e per questo perse la borsa di studio di football; rivela in seguito di essersi fatto male apposta per evitare la pressione di dover diventare un campione di football. Al college gioca a football con la scarsa squadra degli Esseri Umani di Greendale.
Nonostante passi diverso tempo insieme a Pierce e vada a vivere con lui nella seconda stagione, Troy diventa subito amico con Abed con la quale passa gran parte del suo tempo a Greendale. Troy abbandona sempre più la sua identità di atleta e diventa un nerd. Nella seconda stagione salva la scuola dall'invasione di zombie. L'attaccamento di Troy per Abed è così forte che lascia un'attraente bibliotecaria dopo che quest'ultima aveva definito Abed "strano"; quando Jeff organizza una festa a tema Pulp Fiction per Abed, Troy ha paura che i due possano diventare migliori amici. Durante la battaglia dei cuscini e delle coperte di Greendale l'amicizia tra Troy e Abed è messa a dura prova, ma i due tornano amici dopo che Jeff consegna loro degli immaginari "cappelli dell'amicizia".
Alla fine della prima stagione Troy va a vivere insieme a Pierce nella sua villa e, durante l'estate,  crea un account Twitter in cui riporta le battute omofobe e razziste di quest'ultimo; Pierce è inizialmente offeso dal comportamento di Troy, ma lo perdona dopo che scopre che l'account ha più di 600,000 followers.
Dopo che scopre che Annie aveva una cotta per lui al liceo, Troy fa qualche tentativo per mettersi insieme alla ragazza, fallendo. Nella seconda stagione Troy comincia a provare qualcosa per Britta e arriva a mentire (afferma di essere stato molestato dallo zio) solo per poter sfruttare l'attrazione di quest'ultima per gli uomini che soffrono. Troy e Britta si baciano, ma dopo che Troy rivela la sua bugia Britta afferma di aver fatto un errore. Nella quarta stagione Troy e Britta cominciano a uscire insieme, ma si lasciano in "Basi di anatomia umana".
Nella quarta stagione, dopo la morte di Pierce, Troy riceve in eredità le quote di Pierce nelle Salviette Hawthorne, ma le otterrà solo se farà un giro del mondo in barca. Troy accetta la sfida lanciatagli da Pierce, che non era mai riuscito a portare a termine il viaggio. Troy parte insieme a LeVar Burton in Escapismo geotermico. Nell'episodio seguente si scopre che LeVar e Troy sono stati rapiti dai pirati.

### Pierce Hawthorne
Piercinald Anastasia "Pierce" Hawthorne (interpretato da Chevy Chase, doppiato da Antonello Governale) (stagioni 1-4, guest stagione 5) è un magnate milionario che frequenta il Greendale Community College. Suo padre è il fondatore delle Salviette Hawthorne, una famosa azienda. Si definisce un viaggiatore, un maestro dei brindisi, un mago, un tastierista e un ipnoterapista dilettante.

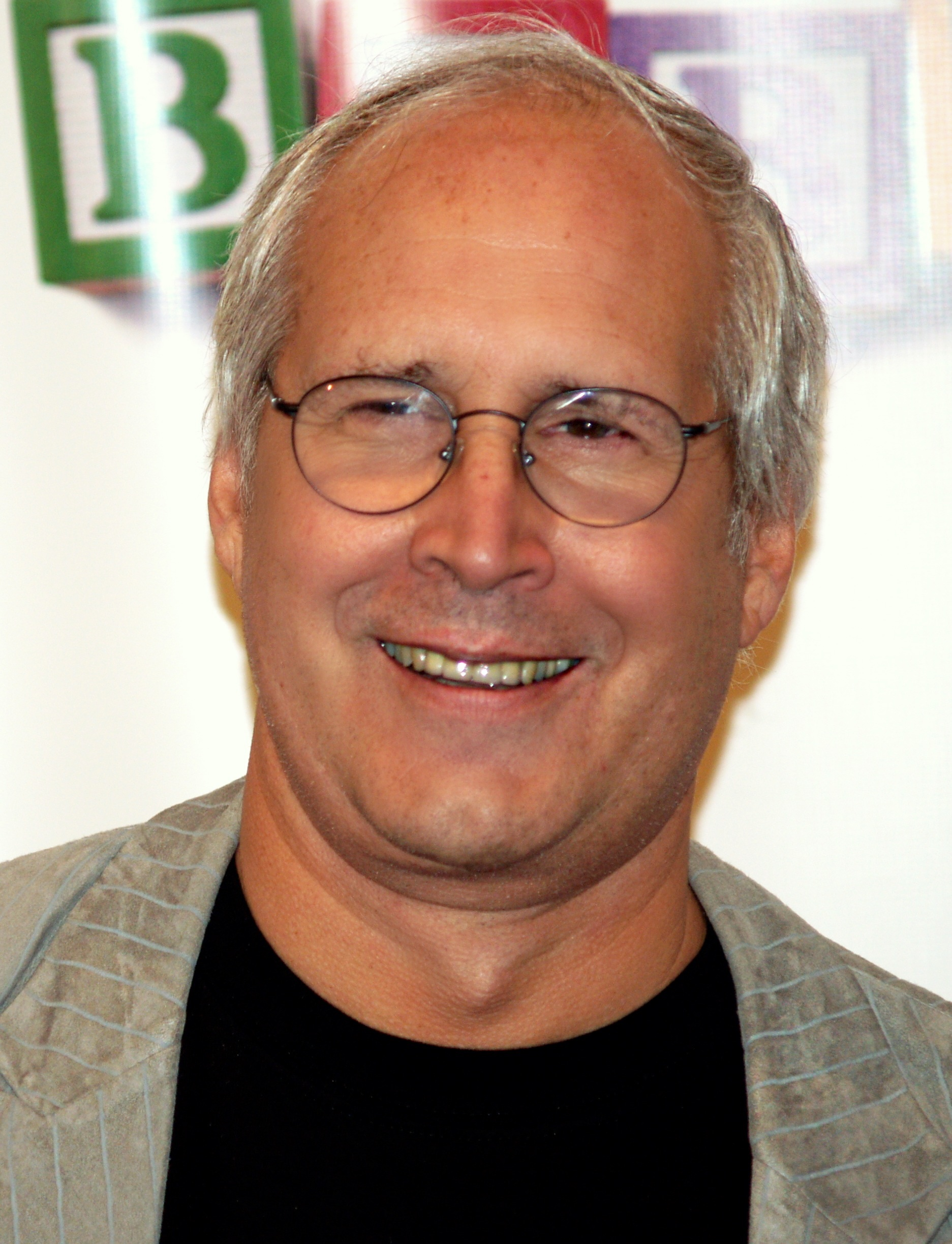
Chevy Chase

Pierce si è iscritto al Greendale nel 2009 per cercare compagnia e popolarità, ma viene frenato dalla sua goffaggine e dalla sua mancanza di tatto. È il membro più vecchio del gruppo e spesso è disorientato dalla cultura giovanile, ma al tempo stesso cerca disperatamente di sentirsi giovane. Fa molte affermazioni sessiste e razziste molto stereotipate, forse senza rendersene conto, spesso nei confronti di Shirley, che confonde con altre donne di colore, di Abed, che crede essere un terrorista poiché musulmano, e di Jeff, che insulta ripetutamente perché invidioso della sua popolarità. Questo suo comportamento porta Troy ad aprire un account su Twitter chiamato "oldwhitemansays" (il vecchio uomo bianco dice), in cui scrive tutte le terribili affermazioni razziste e omofobe di Pierce. Nella seconda stagione il gruppo si stufa del comportamento di Pierce e cerca di mettere un limite al numero di battute offensive che può dire durante il giorno. Nonostante abbia in più occasioni fatto battute razziste nei confronti degli ebrei, Pierce ha anche affermato che Annie Edison, ebrea, sia la sua persona preferita nel gruppo. Viene lasciato intendere che abbia dei sentimenti anche verso Britta Perry. Data la sua età e la sua eccentricità, Pierce occasionalmente stupisce il gruppo con perle di saggezza e consigli.
Pierce si considera un "neo-buddista riformato" e fa parte di un misterioso e bizzarro culto religioso. Nell'episodio La scienza dell'illusione il gruppo lo convince a travestirsi da mago dei Cookie Crisp facendogli credere che faccia tutto parte del processo di ascensione del suo culto. Quando sua madre muore Pierce crede che la donna rinascerà e porta con sé una lava lamp in cui crede siano contenuti i suoi fluidi e la sua anima. Pierce è stato sposato per sette volte e ha trentadue ex-figliastri con cui cerca di legare, nonostante la maggior parte di essi lo sfrutti solo per prendergli i soldi. È l'autore dell'inno della scuola e ha fatto parte della band di Vaughn. Soffre inoltre di claustrofobia. Pierce è molto ricco e vive in una villa, in cui va a vivere anche Troy durante l'estate e per parte del secondo anno. Il comportamento di Pierce è probabilmente dovuto alla mancanza di attenzione dimostrata dal padre nei suoi confronti.
Nella seconda stagione Pierce diventa ancora più fastidioso e il gruppo lo esclude spesso dalle loro attività. Si è temporaneamente unito a un gruppo di studenti anziani, chiamati gli Hipsters, per sentirsi accettato. Si rompe entrambe le gambe dopo essere saltato da un trampolino che Jeff e Troy cercavano di tenere nascosto (L'aerodinamica del genere) . Per muoversi usa una sedia a rotelle comandata dal suo respiro. Durante la convalescenza diventa dipendente dagli antidolorifici e diventa sempre più aggressivo nei confronti del gruppo. Viene considerato il cattivo del gruppo, ma viene nuovamente accettato dopo che ammette di avere dei problemi di droga. Questa tensione con il gruppo arriva all'apice in Per un pugno di cartucce, dove si scopre che gli altri membri del gruppo hanno fatto una votazione segreta per decidere se farlo restare nel gruppo o cacciarlo, e che Annie è stata l'unica a votare in suo favore. Alla fine della seconda stagione decide di abbandonare il gruppo, affermando che sa bene che prima o poi tutte le sue amicizie finiscono a causa del suo comportamento, e rivela che non è mai riuscito a stare in un gruppo per più di un semestre prima di conoscere il gruppo di studio.
Tuttavia, nella terza stagione torna senza esitazione nel gruppo. Dopo la morte del padre, di cui cercava sempre l'approvazione, diventa ancora più insolente. Viene poi licenziato dal consiglio della Salviette Hawthorne e decide di aprire un negozio di panini nel campus insieme a Shirley. Tuttavia lo spazio a loro destinato viene venduto a Subway, e Pierce e Shirley cercano di sabotare il nuovo ristorante. In Curriculum non disponibile Subway viene distrutto durante una rivolta, e il preside Pelton decide di dare lo spazio a Shirley e Pierce.
Nel finale della quarta stagione Pierce ottiene il suo diploma al Greendale. Appare poi sotto forma di ologramma nella première della quinta stagione. In Corso base di numismatica intergluteale Shirley rivela al gruppo che Pierce è morto. Nell'episodio seguente il gruppo è costretto a sottoporsi a un test, voluto da Pierce stesso, per provare che nessuno di loro lo ha ucciso. A tutto il gruppo lascia qualcosa in eredità. A Troy lascia le sue quote nella compagnia di famiglia, dal valore di 14$ milioni. A Shirley lascia i suoi terreni in Florida. Inoltre lascia a ciascun membro del gruppo un cilindro contenente il suo sperma in modo che possano portare avanti il suo lascito, e si scopre che la causa della morte è proprio lo sforzo accumulato nel riempire i cilindri.

### Craig Pelton

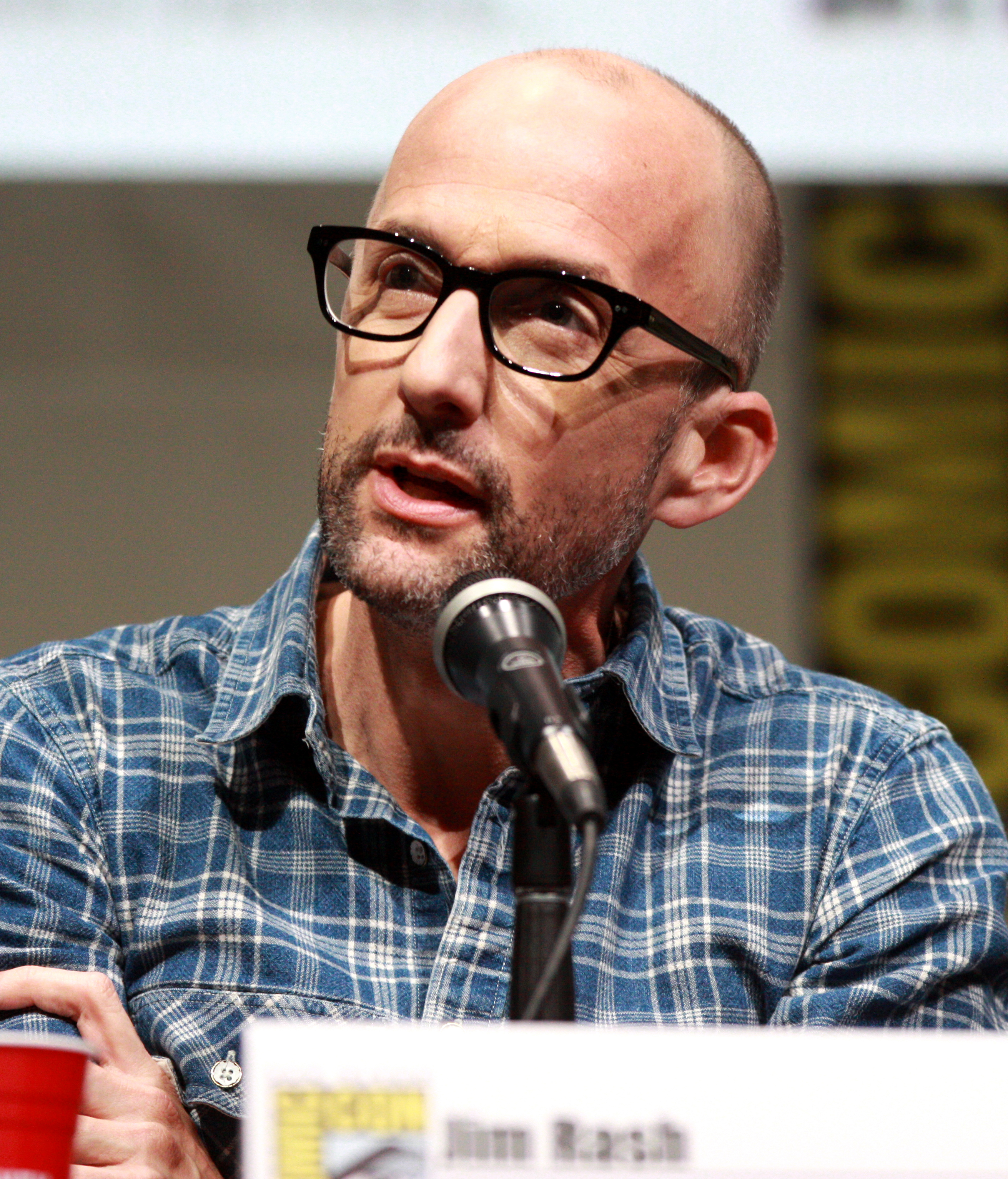
Jim Rash

Il rettore (talvolta indicato nel doppiaggio anche come preside) Craig Isadore Pelton (interpretato da Jim Rash, doppiato da Daniele Demma) (ricorrente stagioni 1-2, principale 3-6) è stato professore a Greendale per dieci anni, ed è rettore da cinque.
Cerca di rendere la scuola più simile a una "vera" università e chiede spesso favori agli studenti. Pelton ha mostrato diversi segni di eccentricità riguardanti il suo orientamento sessuale. Viene descritto dal vice-preside Laybourne come un "folletto pansessuale" e, quando Leonard lo definisce "finocchio", Pelton afferma che quella sia "a malapena la verità". Pelton ha un evidente cotta nei confronti di Jeff Winger, è il suo studente preferito e cerca spesso di toccarlo (specialmente sull'addome), anche se Jeff non è interessato a lui. Lancia monetine nella fontana di Greendale per esprimere desideri su Jeff e ha adottato dei cuccioli, due dei quali chiamati "Jeffrey".
Pelton ha diverse passioni, la più strana delle quali è la sua adorazione per gli uomini vestiti da dalmata. Pelton ha anche l'abitudine di vestirsi con elaborati costumi con i quali va a trovare il gruppo di studio per dargli notizie, spesso facendo giochi di parole con la parola "rettore" (Dean in originale). Tra questi costumi sono inclusi Tina Turner, Giulio Cesare e altre celebrità (oltre ad altri più "astratti", come uno metà maschile e metà femminile).
Nonostante il suo comportamento eccentrico, Pelton ha in più occasioni mostrato tracce di insicurezza e confusione. Nella sesta stagione Pelton viene scelto dal consiglio scolastico come nuovo membro omosessuale, ma rivela di essere gay solo per due settimi, decidendo di tornare a dirigere il college.

### Ben Chang
Benjamin Franklin "Ben" Chang (interpretato da Ken Jeong, doppiato da Patrizio Prata), conosciuto come Señor Chang nella prima stagione e Kevin nella quarta stagione, era l'insegnante di spagnolo del gruppo. Alla fine della prima stagione, tuttavia, viene rivelato che Chang non ha alcuna qualifica per insegnare e, proprio come Jeff, dovrà frequentare Greendale per prendere una laurea.

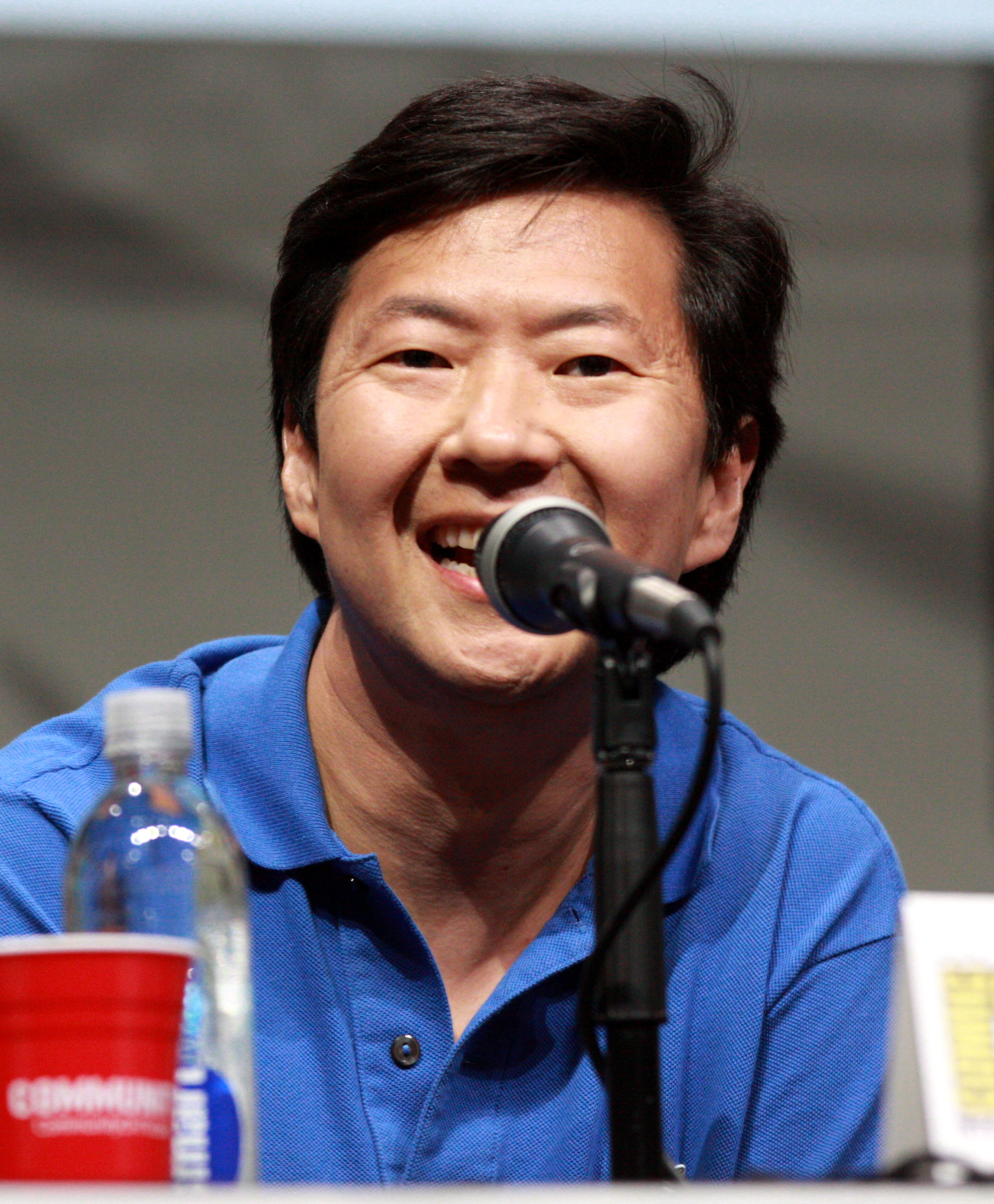
Ken Jeong

Chang è uno dei professori più odiati di Greendale, anche dai suoi stessi colleghi. Ha un grande ego e spesso ha problemi di controllo della rabbia, agendo spesso in modo cattivo solo per il gusto di farlo. Suo fratello è un rabbino; gli piace girare in motorino, suonare la keytar e gioca a paintball tre volte alla settimana. Da studente cerca di ottenere un diploma in musica in modo da poter usare le sue doti con la keytar per lavorare. Durante l'episodio di Halloween della seconda stagione finisce a letto con Shirley, e quando Shirley rimane incinta crede di essere lui il padre.
Ha una relazione complicata con Jeff e con il gruppo di studio. Nella seconda stagione frequenta il corso di antropologia solo per poter stare insieme al gruppo, ma dopo aver chiesto al gruppo di poter stare con loro viene mostrato mentre pianifica la sua vendetta per essere stato licenziato. Entra infine a far parte del gruppo nell'episodio Studi sulla popolazione asiatica.
Chang è sposato con una donna da cui viene poi lasciato, fatto che accentua il suo comportamento schizofrenico. Nella terza stagione Chang non ha una casa e vive nei condotti d'aerazione del Greendale. Viene poi scoperto dal preside Pelton, che gli offre vitto e alloggio ricambiando il favore diventando una guardia di sicurezza del campus. Dopo che il resto delle guardie di sicurezza si licenzia, Chang diventa il capo della sicurezza. Poiché il campus non ha soldi per assumere altre guardie, Chang assume una banda di bambini e forma una milizia chiamata Bastardi senza Chang (in originale Changlorious Basterds dal film Bastardi senza gloria, il cui titolo in lingua inglese è Inglorious Basterds).
Ben e i suoi Changlorious Basterds prendono parte alla battaglia di cuscini di Greendale e, dopo la morte di Alex "Starburns" Osborne e la seguente rivolta della mensa, Chang riesce a ottenere dei poteri speciali dal preside. Dopo la rivolta il preside si pente di aver concesso quei poteri a Chang, che rapisce Pelton e lo sostituisce con un sosia. Chang si auto-proclama Generale e riesce a far espellere il gruppo di studio. Chang crea quindi il suo piccolo impero all'interno della scuola e tiene il preside Pelton prigioniero sotto la mensa.
In seguito assume uno psicologo per far credere al gruppo di studio che il Greendale non esista e che sia tutto frutto della loro immaginazione, ma il gruppo non cede e scopre la verità sulle malefatte di Chang. I Sette di Greendale organizzano quindi un elaborato piano per liberare il preside e, alla fine, Chang fugge quando la verità viene a galla. Chang torna a vivere nei condotti di aerazione e contatta il City College per allearsi e distruggere Greendale. Tuttavia nella quarta stagione Chang torna a Greendale senza apparente memoria del suo passato, riferendosi alla sua malattia come "changnesia". Chang, che si fa chiamare Kevin, viene accettato nella scuola e tutti credono alla storia della perdita di memoria. Tuttavia in "Produzione avanzata di documentari" si scopre che Chang sta fingendo di avere la changnesia. In "La storia delle origini" si scopre che è grazie a Chang se i membri del gruppo hanno deciso di andare a Greendale, e Abed gli dice di sapere la verità sulla changnesia e lo accoglie all'interno del gruppo. Chang chiama quindi Stephen Spreck, preside del City College, per tirarsi indietro dal piano di distruggere Greendale. Chang decide quindi di costituirsi per i suoi crimini e torna a Greendale in libertà vigilata come professore di matematica. Nella quinta stagione mostra un comportamento più socievole finché non si allea con il consiglio di amministrazione per vendere Greendale.
Nella sesta stagione Chang diventa un attore di successo e partecipa a una messa in scena di Karate Kid e a una pubblicità che diventa virale. Tuttavia la sua carriera ha una brusca fine dopo che insulta Steven Spielberg e decide di tornare a Greendale.

## Personaggi ricorrenti

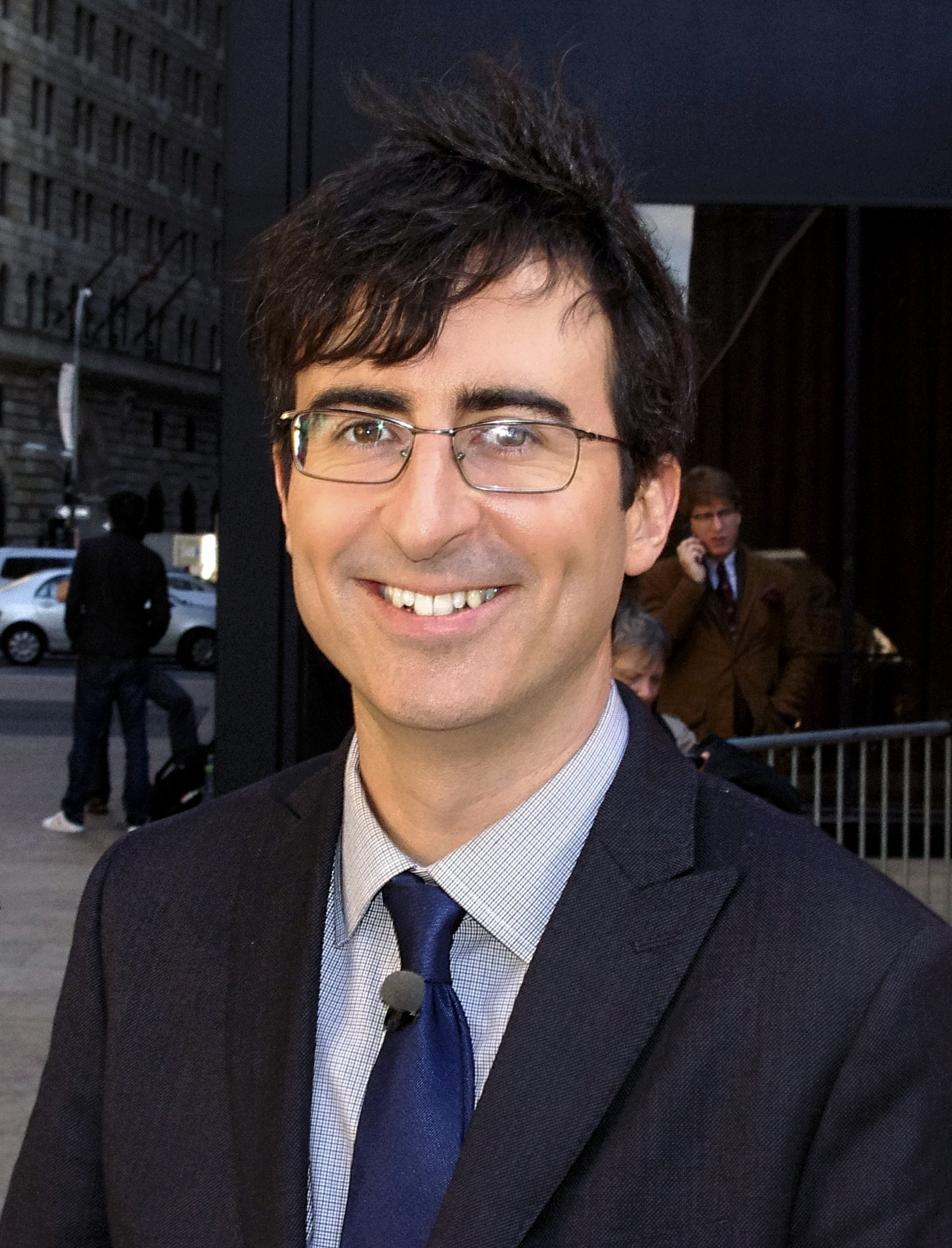
John Oliver

### Facoltà

#### Ian Duncan
Il dr. Ian Duncan (interpretato da John Oliver, doppiato da Luca Semeraro) è il professore di psicologia a Greendale. Duncan sembra essere un professore competente, ma spesso non prende molto sul serio il suo lavoro e cerca solo di agire per il proprio tornaconto. Conosce Jeff da diversi anni ma si rifiuta di aiutarlo dandogli i risultati degli esami. Ha frequenti problemi con l'alcool e alla fine della prima stagione viene sospeso dal preside Pelton. In seguito a una rissa con Chang ottiene un ordine restrittivo che impedisce a Chang di avvicinarsi a lui. Dopo che la professoressa Bauer viene sospesa diventa professore di antropologia, nonostante non sappia nulla sulla materia. In L'incontrollabile Natale di Abed aiuta Abed a superare la depressione per l'assenza della madre.
Duncan non appare nella terza e nella quarta stagione e torna nella quinta, spiegando di essersi preso cura della madre malata. Ha una cotta per Britta e cerca spesso di convincere Jeff ad aiutarlo a conquistarla.

#### Michelle Slater
Michelle Slater (interpretata da Lauren Stamile, doppiata da Irene Scalzo) è la professoressa di statistica a Greendale. Ha una politica molto rigida sul frequentare i propri studenti, tuttavia si fidanza con Jeff dopo essere andata a letto con lui alla festa di Halloween. Più avanti decide di lasciare Jeff, ma quando scopre che Britta prova qualcosa nei confronti di Jeff decide di provarci nuovamente. È una donna molto avvenente ed è corteggiata anche dagli altri professori, tra cui señor Chang e Duncan.

#### Eustice Whitman
Eustice Whitman (interpretato da John Michael Higgins, doppiato da Dario Oppido) è un professore di Greendale, il coach del team di dibattito e un fermo sostenitore del carpe diem. Tecnicamente sarebbe un professore di ragioneria, e il suo corso è descritto come un voto massimo garantito. Sembra essere un grande amante de L'attimo fuggente e promuove i suoi studenti solo se hanno colto a sufficienza l'attimo.

#### Sean Garrity
Prof. Sean Garrity (interpretato da Kevin Corrigan, doppiato da Alberto Sette) è l'insegnante di teatro a Greendale. Fa parte di una cospirazione di finti professori e finge di essere il professor Professorson, insegnante di teorie della cospirazione. È l'insegnante di recitazione di Britta e Troy e dirige Troy in una versione con soli neri di Fiddler on the Roof. In seguito prepara un corso di due giorni intitolato "Nicolas Cage: Buono o Cattivo?" che Abed trova molto difficile.

#### June Bauer
June Bauer (interpretata da Betty White) è la professoressa di antropologia a Greendale. È una donna molto anziana ma è un'ottima lottatrice. Bauer è un'avventuriera che è andata a caccia di scimmie con una cerbottana in Amazonia e beve la sua urina per scopi salutistici. Durante il primo giorno di lezione colpisce Starburns con una cerbottana e in seguito tenta di uccidere Jeff con un'arma di sua creazione formata da nove armi diverse. Viene quindi espulsa da Greendale e decide di andare in Congo.

#### Marshall Kane
Marshall Kane (interpretato da Michael K. Williams) è il professore di biologia di Greendale. È un professore molto più serio rispetto ai suoi colleghi, ed è appena uscito di prigione dopo una condanna a ventidue anni di prigione. Dopo alcune esitazioni decide di ammettere Jeff nel suo corso di biologia dopo aver espulso Starburns, che gli aveva proposto di entrare in società con lui per creare droghe sintetiche. Dopo gli eventi di Basi di biologia investigativa decide di dimettersi, invalidando il credito di biologia del gruppo. È un uomo incorruttibile, anche se solo Jeff e Pierce ne sono a conoscenza.

#### Noel Cornwallis
Noel Cornwallis (interpretato da Malcolm McDowell) è l'austero professore di storia. Arriva a Greendale nella quarta stagione dopo essere stato espulso dalla Oxford University. Disprezza la scuola e il gruppo di studio, anche se si scopre che ha dato a Annie le risposte a un compito in cambio di un massaggio ai piedi. In "Introduzione ai nodi" viene rapito dal gruppo e da Chang per avergli dato un voto basso a un compito. Cerca in tutti i modi di manipolare il gruppo per essere liberato, ma in seguito ammette di non voler andare via poiché apprezza la compagnia di altre persone e non ama passare le vacanze da solo; infine decide di promuovere il gruppo con un voto mediocre.

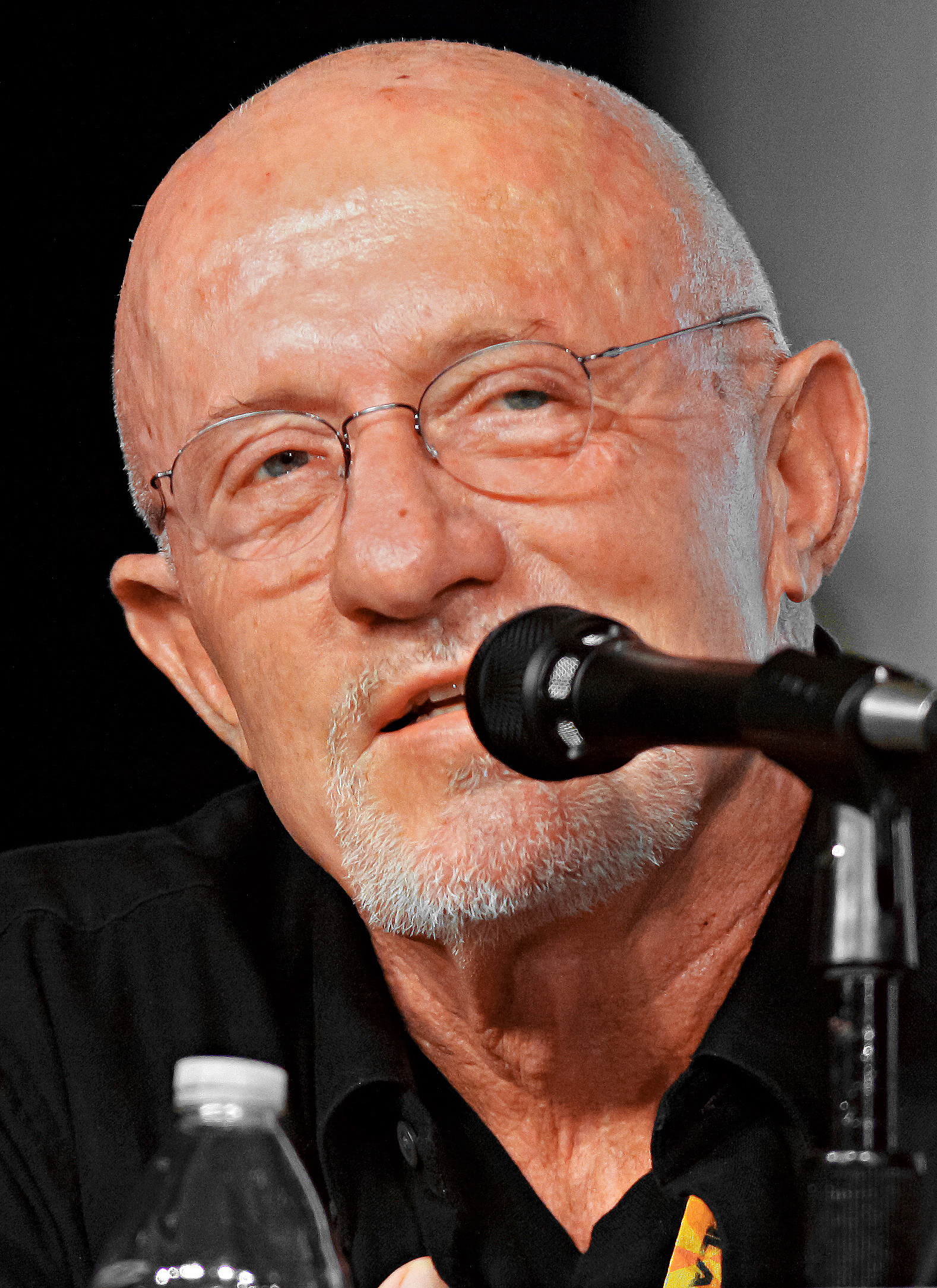
Jonathan Banks

#### Buzz Hickey
Buzz Hickey (interpretato da Jonathan Banks, doppiato da Giovanni Battezzato) è il professore di criminologia e collega di stanza di Jeff. È un ex poliziotto. Fa da mentore a Jeff e lo aiuta a capire come comportarsi da professore. Hickey è un membro del comitato Save Greendale, è un aspirante fumettista ed è al lavoro su un fumetto chiamato "Jim il papero". Viene rivelato che da giovane ebbe una relazione con la zia di Duncan, ed è implicitamente detto che potrebbe essere il padre del cugino di Duncan. Ha una relazione complicata con suo figlio Hank, e il gruppo lo aiuta a riconciliarsi con il figlio.

#### Frankie Dart
Francesca "Frankie" Dart (interpretata da Paget Brewster) è una consulente assunta per migliorare Greendale.
Inizialmente viene ostracizzata dal gruppo, ma presto il gruppo decide di accettarla e di aiutarla nel suo lavoro. Frankie è l'elemento più stabilizzante e precisa del gruppo, cosa che inizialmente la mette in competizione con Annie. Il suo orientamento sessuale è un mistero, e il gruppo organizza un sistema di scommesse per indovinarlo, con Jeff che punta su "lesbica col burro di cacao", mentre Annie punta su qualcosa di talmente disgustoso che nessuno osa ripeterlo.

### Studenti

#### Alex "Basette a stella" Osbourne
Alex "Basette a stella" Osbourne (interpretato da Dino Stamatopoulos) è uno studente di Greendale conosciuto per le sue basette a forma di stelle e chiamato per questo "Basette a stella". Frequenta diversi corsi insieme ai protagonisti, tra cui spagnolo e nautica. È un amante della musica. Si veste sempre in modo scialbo e poco curato e ha un figlio che, a differenza del padre, si veste in modo elegante e pulito. In "Introduzione alle scienze politiche" rivela di essere uno spacciatore. Lavora per qualche tempo nelle cucine della scuola, finché il gruppo non lo fa licenziare per aver sottratto delle ali di pollo - il cibo più buono della mensa - per i suoi amici (il gruppo finirà per fare poi la stessa cosa). Non è particolarmente legato al gruppo, e spesso fatica a ricordare i nomi dei singoli membri del gruppo. Si ricorda solo chi è Jeff. Nonostante gradisca le attenzioni che riceve per le sue basette, cerca di essere identificato come semplice persona e nella seconda stagione comincia a indossare un cappello per distogliere l'attenzione dalle basette. Viene ritenuto morto quando il laboratorio di metanfetamine nel suo furgone esplode in Basi di biologia investigativa. Il suo corpo viene poi cremato. Nel finale della terza stagione si scopre che ha finto la propria morte e sta cercando di cominciare una nuova vita. Ha un nuovo taglio di capelli, sebbene porti ancora le basette a forma di stelle.
Ritorna in Corso base di numismatica intergluteale, quando viene scoperto che si nasconde nelle stalle del college, dove vive mangiando immondizia e cercando di sviluppare una macchina trainata da gatti. Viene ritenuto colpevole di essere il bandito assalta-mutanda, anche se in realtà ha semplicemente accordato il tutto con il preside in modo da poter restare a vivere nelle stalle. Nella sesta stagione appare brevemente nell'episodio Modern Espionage, dove fa parte del torneo illegale di paintball. Viene mandato via dal campus da Frankie, ed è lusingato dal fatto che lei sappia il suo vero nome.

#### Leonard Rodriguez
Leonard Rodriguez (inizialmente Leonard Briggs, interpretato da Richard Erdman, doppiato da Riccardo Peroni) è un anziano studente di economia a Greendale. Ha uno strano rapporto competitivo con Jeff che finisce sempre con il gruppo che lo zittisce dicendo "Stai zitto, Leonard..." seguito da un commento (ad esempio: "Stai zitto, Leonard. Nessuno sa quello di cui stai parlando."; "Stai zitto, Leonard. Ho parlato con tuo figlio all'incontro con le famiglie. So tutto sulle tue scommesse."). Nonostante sia decisamente più vecchio rispetto agli altri studenti, si comporta sempre come uno scavezzacollo ribelle, spesso usando linguaggio scurrile e facendo scherzi a tutti. È il capo di una sgangherata banda di anziani chiamati "Hipsters" di cui fa parte anche Pierce per qualche giorno. Ha dei figli che non vengono mai mostrati. Nell'episodio "Introduzione alle scienze politiche" si candida come rappresentante degli studenti usando come cognome "Rodriguez" per cercare di ottenere i voti degli studenti latini. Nella terza stagione viene rivelato che continua a usare il cognome Rodriguez.
Leonard ha un canale YouTube in cui recensisce vari cibi. Nella sesta stagione viene rivelato che Leonard è studente di Greendale sin dall'apertura nel 1960, quando si chiamava Greendale Computery College. Nell'episodio Cuscini e coperte viene detto che Leonard ha combattuto nella Guerra di Corea dalla parte della Corea del Nord.

#### Vaughn Miller
Vaughn Miller (interpretato da Eric Christian Olsen) è uno studente di Greendale; ambientalista, spesso senza maglietta, è un neo-hippie leader di una band reggae. Nella prima stagione si mette insieme Britta e accoglie Pierce nella band. Nonostante sembri una persona pacifica e comprensiva, dopo che Britta lo lascia comincia a scrivere canzoni di odio verso di lei e fa lo stesso quando Pierce lascia il gruppo. In seguito ha una relazione con Annie. Alla fine della prima stagione si trasferisce in un college in Delaware.

#### Rich Stephenson
Rich Stephenson (interpretato da Greg Cromer) è uno studente nella classe di ceramica di Jeff. È un dottore amichevole e amato da tutti, ma Jeff lo invidia poiché è più bravo di lui in ceramica e Jeff crede sia un finto studente. Non viene mai chiarito se Jeff avesse ragione e se Rich abbia davvero frequentato altri corsi di ceramica in altri college. In Epidemiologia cerca di curare gli studenti infetti mentre è vestito da banana. Annie ha una cotta per lui, ma quando la ragazza gli chiede di uscire lui rifiuta dicendo che è troppo giovane.

#### Neil
Neil (interpretato da Charley Koontz) è uno studente che viene preso in giro per essere obeso. Jeff, che ha coniato inavvertitamente il termine "Tondo Neil", cerca di essergli amici poiché pensa che Neil stia pensando di suicidarsi. Jeff organizza quindi una partita di Dungeons & Dragons con il gruppo e invita anche Neil. In Antropologia applicata e arte culinaria sembra avere una cotta per Vicky. In seguito diventa DJ alla radio del college con il nome di Real Neal.

#### Magnitude
Magnitude (interpretato da Luke Youngblood) è uno studente di Greendale considerato da tutti come l'uomo da invitare a una festa. La sua frase tipica è "Pop, pop!", che viene sempre accolta da applausi e risate. Quando in Economia della fauna marina Pelton e Annie gli impediscono di usare la frase "Pop, pop!" per darla a un potenziale studente molto ricco, Magnitude entra in depressione finché i due non decidono di ridargli la sua frase.
Magnitude è andato al liceo con Annie e Troy. Viene rivelato che cominciò a usare la frase "Pop, pop!" alla festa in cui Annie ebbe un esaurimento nervoso e Troy si fece male. Nella quinta stagione rivela di essere inglese.

#### Garrett Lambert
Garrett Lambert (interpretato da Erik Charles Nielsen) è uno studente nerd e fuori forma di Greendale. Ha un modo di parlare molto ansioso e spaventato. Nel corso del tempo vengono organizzati diverse raccolte di fonti "salviamo Garrett" nonostante non abbia nessuna apparente malattia. Nella sesta stagione si sposa con la sua compagna di classe Stacy, che si scopre essere sua cugina.

#### Todd Jacobson
Todd Jacobson (interpretato da David Neher) è uno studente che segue biologia insieme al gruppo di studio. Todd è un veterano della guerra in Iraq e ha una figlia piccola. Viene accusato in seguito di aver distrutto il progetto di biologia del gruppo. Inizialmente odia i membri del gruppo, definendoli "strani" e "tossici", ma nella sesta stagione è più amichevole; lavora nel negozio di panini di Shirley, partecipa al torneo illegale di paintball e officia il matrimonio di Garrett.

#### Rachel
Rachel (interpretata da Brie Larson) è una ragazza che Abed incontra mentre è a un doppio appuntamento in La sua storia della danza. In seguito lei e Abed escono insieme per qualche tempo. Nella sesta stagione, in riferimento al fatto che la carriera cinematografica di Brie Larson le impedisce di apparire nello show, Abed commenta che chiunque segua le linee narrative del gruppo di studio si possa chiedere "Che fine ha fatto quella ragazza che frequentavo?".

### Staff

#### Robert Laybourne
Il vice-preside Robert Laybourne (John Goodman, doppiato da Mario Zucca) è il capo del dipartimento di riparazione dei condizionatori di Greendale. Il dipartimento è la fonte principale di soldi per Greendale, e Laybourne obbliga quindi Pelton a dargli più poteri. In seguito cerca di convincere Troy a unirsi al suo dipartimento, ma viene poi ucciso da Murray.

#### Jerry
Jerry (interpretato da Jerry Minor) è il capo dei bidelli di Greendale. Dopo aver notato le abilità di Troy come idraulico cerca più volte di convincerlo a unirsi a lui. È in costante rivalità con i riparatori dei condizionatori, da lui definiti elitari.

#### Murray
Murray (interpretato da Dan Bakkedahl) è un membro del dipartimento di riparazione dei condizionatori di Greendale. Uccide il vicepreside Laybourne e diventa capo del dipartimento finché Troy non lo smaschera di fronte a tutti.

#### Sgt. Nuñez
Sgt. Nuñez (interpretato da Mel Rodriguez) è il capo della sicurezza del campus. È l'unico custode a restare nel college quando il preside Pelton annuncia di poterli pagare solo con buoni per frequentare dei corsi, poiché Nuñez ha bisogno di un brevetto da sub. In seguito si dimette anche lui quando il preside Pelton si mette dalla parte di Chang.

#### Carl e Richie
Carl Bladt (interpretato da Jeremy Scott Johnson) e Richie Countee (Brady Novak) sono due inetti e spesso ubriachi membri del consiglio di amministrazione di Greendale. Odiano la scuola e tentano di venderla a Subway. Richie inoltre è convinto di poter leggere le menti delle persone.

#### Elroy Patashnik
Elroy Patashnik (interpretato da Keith David, doppiato da Stefano Albertini) è un inventore fallito che decide di iscriversi a Greendale per cambiare vita in Lawnmower Maintenance and Postnatal Care. Si unisce al comitato "Save Greendale" e viene scelto da Pelton come nuovo capo del dipartimento informatico. Alla fine della stagione lascia Greendale per andare a lavorare per LinkedIn in California.

### Altri personaggi

#### Andre Bennett
Andre Bennett (interpretato da Malcolm-Jamal Warner) è l'ex marito di Shirley. I due si lasciano quando Shirley scopre che Andre la tradiva con una spogliarellista. In seguito i due tornano insieme e Shirley rimane incinta. Nella terza stagione Andre chiede a Shirley di sposarlo nuovamente, ma nella première della quinta stagione Shirley rivela che Andre l'ha lasciata nuovamente portando i bambini con sé.

#### Alan Connor
Alan Connor (interpretato da Rob Corddry, doppiato da Gianluca Iacono) è un avvocato ed ex collega di Jeff. Nonostante inizialmente non lo ammetta, è lui il responsabile per il licenziamento di Jeff dall'ordine degli avvocati. In seguito viene assunto da Pierce nella causa contro Shirley per la proprietà del negozio di panini. In seguito riappare nella quinta stagione, quando tenta di convincere Jeff a fare causa a Greendale.

#### Gobi Nadir
Gobi Nadir (interpretato da Iqbal Theba, doppiato da Pietro Ubaldi) è il padre di Abed, con cui ha una relazione complicata. Gobi vorrebbe che Abed lavorasse al negozio di felafel di famiglia, mentre Abed vuole diventare un regista cinematografico. Abed inoltre pensa che Gobi incolpi lui per l'abbandono della madre. Gobi è molto protettivo nei confronti del figlio, ma alla fine accetta il fatto che il figlio abbia bisogno dei film per riuscire ad esprimersi.

#### Cackowski
Cackowski (interpretato da Craig Cackowski) è un agente di polizia che si reca spesso a Greendale. Inizialmente appare come agente di sicurezza del campus ma poi diventa inesplicabilmente un agente di polizia. Aiuta in diverse occasioni il gruppo di studio a risolvere le questioni più disparate.

#### Steven Spreck
Steven Spreck (interpretato da Jordan Black) è il preside del City College, rivale di Greendale. Tenta ripetutamente di far chiudere Greendale. Come Pelton, anche Spreck sembra avere un orientamento sessuale ambiguo. Nella quarta stagione viene rivelato che sta ancora pianificando un modo per distruggere Greendale, ed è in possesso di alcuni schemi per costruire un enorme ragno-robot.

#### Gilbert Lawson
Gilbert Lawson (interpretato da Giancarlo Esposito) è l'assistente personale di Cornelius Hawthorne e suo figlio illegittimo. Dopo essersi riconciliato con Pierce va a vivere insieme a lui nella villa di famiglia.

## Guest star
- Infermiere Jackie (Patton Oswalt in Economia domestica e La psicologia del lasciar andare, doppiato da Luca Bottale) è l'infermiere di Greendale. Si considera il Falco di Greendale.
- Cornelius Hawthorne (Larry Cedar in Studi avanzati sull'omosessualità e Pianificazione digitale delle proprietà) è l'assillante padre di Pierce. Cornelius indossa un parrucchino d'avorio in modo da evitare di indossare capelli proveniente dagli "orientali". Muore di infarto dopo che Jeff lo accusa di essere un pessimo padre.
- Jeremy Simmons (Aaron Himelstein in Il dibattito, doppiato da Luca Bottale) è uno studente del City College che fa parte del team di dibattito rivale del Greendale.
- Doreen (Sharon Lawrence in Politica della sessualità umana) è una escort conosciuta da Pierce durante un corso e con cui intraprende una relazione. Dopo che decide di scaricarlo al ballo scolastico, Pierce è costretto a pagarla per avere la sua compagnia.
- Mike Chilada (Anthony Michael Hall in Religioni comparate) è un bullo che viene affrontato da Jeff prima di Natale. Appare anche in "Per un pugno di cartucce" mentre insegue Fat Neil.
- Buddy Austin (Jack Black in Giornalismo investigativo, doppiato da Diego Sabre) è uno studente di Greendale ignorato da tutti che segue il corso di spagnolo insieme al gruppo di studio. Vuole disperatamente entrare nel gruppo di studio, e nonostante il suo comportamento irritante viene infine accolto nel gruppo. Tuttavia lascia subito il gruppo quando il suo vecchio gruppo di studio decide di farlo tornare.
- Madame LeClair (Twink Caplan in Danza interpretativa) è l'insegnante di danza di Greendale..
- Coach Herbert Bogner (Blake Clark in Educazione fisica) è il professore di educazione fisica di Greendale. Entra in rivalità con Jeff, che si rifiuta di indossare i pantaloncini di ginnastica per giocare a biliardo, e i due si affrontano in una lunga partita in cui finiscono per spogliarsi di tutti i loro vestiti.
- Rabbi Chang (Tom Yi in Genealogia elementare) è il fratello maggiore di Chang.
- Amber (Katharine McPhee in Genealogia elementare) è una dei trentadue ex-figliastri di Pierce; finge di essere gentile con Pierce in modo da potergli spillare grandi quantità di soldi.
- Nana Barnes (Fran Bennett in Genealogia elementare) è la nonna di Troy, che la teme e cerca di evitarla. Britta crede che gli anziani vadano rispettati e amati, ma Nana si offende nell'essere chiamata vecchia e decide di prendere a sculacciate Britta con una verga.
- Abra (Emily Ghamrawi in Genealogia elementare) è la cugina di Abed. Nonostante le raccomandazioni di suo zio, Abra si toglie il burka e va a divertirsi alla giornata della famiglia a Greendale grazie all'aiuto dei figli di Shirley.
- Prof. Marion Holly (Tony Hale in Corso di ceramica per principianti) è il professore di ceramica di Greendale. Ha una politica di tolleranza zero nei confronti degli studenti che fanno battute alla scena del vaso di ceramica di Ghost.
- Ammiraglio Lee Slaughter (Lee Majors in Corso di ceramica per principianti) è il professore di nautica di Greendale; fa lezione su una barca a vela nel parcheggio del campus.
- Ted (Drew Carey in Rendiconti... legali, doppiato da Mario Scarabelli) è l'ex capo di Jeff. Ha fondato uno studio legale in modo che la gente smettesse di fare domande sul grosso buco che ha nella mano destra. In Introduzione alla finalitàAlan Connor afferma che Ted è morto mangiato dagli squali, ma ciò non viene confermato.
- Meghan (Hilary Duff in Aerodinamica del genere) è la leader di un gruppo di ragazze che entrano in competizione con Britta, Annie, Shirley e Abed.
- Joshua (Matt Walsh in Aerodinamica del genere) è un giardiniere che nasconde un enorme trampolino elastico che dona una calma spirituale. Viene licenziato dopo che Jeff rivela alla scuola il suo segreto.
- LeVar Burton appare nei panni di sé stesso in Il documentario sociale; viene chiamato da Pierce per incontrare Troy che, nonostante lo consideri il suo idolo, non ha mai avuto voglia di incontrarlo per paura che possa deludere le sue aspettative. In Escapismo geotermico accompagna Troy nel suo viaggio intorno al mondo, ma in seguito viene rivelato che i due sono stati rapiti dai pirati. Doppiato da Gianni Gaude.
- Paige (Brit Marling in Romanticismo di inizio 21º secolo) è una studentessa che diventa amica di Britta. Britta crede che Paige sia lesbica, e usa la sua amicizia per dimostrare la sua mentalità aperta. Annie scopre da un'amica di Paige che Paige è in realtà eterosessuale, e crede che sia Britta a essere lesbica. Le due ragazze capiscono infine la verità e si allontanano.
- Robin Vohlers (Eliza Coupe in Introduzione alle scienze politiche) è un'agente speciale molto rigida che si reca a Greendale in vista dell'arrivo del vicepresidente Joe Biden. È attratta da Abed, con cui ha diverse cose in comune. I due sviluppano un rapporto che porta la Vohlers a dichiarare Abed "minaccia per la sicurezza nazionale" in modo da poter passare più tempo con lui, mentre Abed afferma di poter preparare il napalm con del sapone per piatti e del cibo per gatti in modo che la Vohlers lo possa controllare. I due hanno un "appuntamento" e guardano insieme Pugno d'acciaio, Abed in camera sua e Vohlers nel suo furgone, a guardare il film con un binocolo.
- Prof. Peter Sheffield (Stephen Tobolowsky in Degustazione di vini competitiva) è un professore che entra in competizione Abed. È l'autore di due libri sull'analisi delle serie tv Casalingo Superpiù (in originale Who's the Boss?) e What's Happening!!.
- The Black Rider (Josh Holloway in Per un pugno di cartucce, doppiato da Claudio Moneta) è un misterioso giocatore di paintball professionista che viene assunto dal City College per vincere la partita di paintball alla fine della seconda stagione. Segue un corso online a Greendale e viene invidiato da Jeff per via del suo bell'aspetto.
- Professor Cligoris (Martin Starr in Geografia del conflitto globale, doppiato da Simone D'Andrea) è un professore di storia che aiuta Annie a creare una simulazione scolastica delle Nazioni Unite, da cui è ossessionato.
- Luis Guzmán è il più famoso alunno di Greendale, e appare nei panni di sé stesso nell'episodio Riprese di un documentario: Redux per partecipare al nuovo spot televisivo del college. Il preside Pelton ha fatto erigere una statua in suo onore in Il processo di Britta.
- Juergen (Nick Kroll in Calcetto e vigilanti) è il leader di un gruppo di studenti tedeschi che entrano in rivalità con Jeff e Shirley.
- Prof. Cory Radison (Taran Killam in Una parodia di Glee, doppiato da Paolo De Santis) è l'apparentemente dolce insegnante del glee club di Greendale. Quando il glee club ha un esaurimento nervoso convince il gruppo di studio a sostituirlo nella recita scolastica. Viene rivelato che è lui il responsabile della morte del vecchio glee club.
- Vinnie (French Stewart in Impressionisti contemporanei, doppiato da Riccardo Rovatti) è il manager di una ditta che affitta imitatori di personaggi famosi. Costringe il gruppo di studio a lavorare per lui a un bar mitzvah per estinguere un debito di Abed.
- Subway (Travis Schuldt in Esplorazione digitale del design d'interni) è un uomo assunto da Subway per frequentare Greendale in modo che l'azienda possa aprire una filiale nella scuola. Si innamora di Britta infrangendo le regole dell'azienda e viene quindi sostituito.
- Blade (Kirk Fox in Le origini della mitologia dei vampiri) è l'ex ragazzo di Britta che lavora in un luna park. Jeff è geloso del suo inspiegabile magnetismo.
- Alter-Pierce è una versione alternativa di Pierce che appare nelle fantasie di Abed in L'inizio della fine. È interpretato da Fred Willard.
- Toby Weeks (Matt Lucas in Convenzioni spazio-temporale, doppiato da Giorgio Bonino) è il più grande fan al mondo di Inspector Spacetime. Cerca di rapire Abed ma viene fermato da Troy.
- Reinhold (Chris Diamantopoulos in Storia alternativa dell'invasione tedesca) è il fratello di Juergen che cerca di vendicarsi del gruppo di studio prenotando il tavolo prima di loro.
- William Winger, Senior (James Brolin in Fuga di gruppo dai rapporti familiari, doppiato da Raffaele Farina) è il padre di Jeff che abbandonò la moglie e il figlio quando quest'ultimo era un bambino. L'abbandono di William è la causa di molti dei problemi di Jeff e, per molto tempo, Jeff è stato indeciso se incontrarlo o meno. Nella quarta stagione passano insieme il Ringraziamento, e Jeff ha modo di confrontarsi con lui circa il suo abbandono.
- William Winger, Junior (Adam DeVine in Fuga di gruppo dai rapporti familiari) è il fratellastro di Jeff. È un giovane immaturo ed emotivo, cresciuto solo dal padre poco amorevole in seguito alla morte della madre.
- Archie DeCoste (Zack Pearlman in Economia della fauna marina) è uno scansafatiche proveniente da una ricca famiglia che Pelton cerca di convincere a iscriversi a Greendale.
- Coach Jason Chapman (Ian Roberts in Economia della fauna marina) è un insegnante di educazione fisica che tiene un corso di insegnamento di educazione fisica frequentato da Troy e Shirley.
- Mountain Man (Jason Alexander in Introduzione ai surrogati emotivi) è uno studente di Greendale che vive nei boschi. Il gruppo lo incontra dopo che la loro mongolfiera precipita nel bosco.
- Mark (Joe Lo Truglio in La storia delle origini e Introduzione avanzata alla finalità) è un ex-partner di Jeff allo studio legale. Propone a Jeff di lavorare nel suo studio legale, ma Jeff rifiuta l'offerta per cercare uno studio legale più vicino a Greendale e restar vicino al gruppo di studio.
- Mr. Stone (Walton Goggins in Poligrafia cooperativa) è un uomo all'apparenza molto serio assunto da Pierce per sottoporre il gruppo di studio a un test della verità.
- Bob Waite (Nathan Fillion in Analisi del networking) è il capo dei bidelli di Greendale. Ritenuto un abile politico, uno dei suoi obbiettivi principali è riuscire ad accedere ai siti porno dalla rete del campus.
- Debra Chambers (Paget Brewster in Analisi del networking) è il capo del dipartimento informatico di Greendale.
- Waldron (Robert Patrick in Analisi del networking) è il capo del dipartimento dei parcheggi di Greendale.
- Carol (Katie Leclerc in Analisi del networking) è una studentessa sorda di Greendale. Diventa amica di Abed, ma si scopre poi che è stata pagata da Britta per essere amica di Abed in modo da rivelargli la trama futura di uno dei suoi show preferiti, dopo che Abed aveva fatto lo stesso con Britta.
- Koogler (Mitchell Hurwitz in Successo e declino di un'app) è uno studente festaiolo di mezza età che frequenta Greendale.
- Devon (Vince Gilligan in Manutenzione del videoregistratore e testi scolastici) è un attore che presenta il videogioco Pile of Bullets.
- Hank Hickey (David Cross in Il ritorno della compagnia di Dungeons & Dragons) è il figlio di Buzz Hickey. È un esperto giocatore di Dungeons & Dragons.
- Ronald Mohammed (Michael McDonald in Una storia semplice) è un perito dell'assicurazione che valuta il valore di Greendale come proprietà.
- Russell Borchert (Chris Elliott in Greendale: ritorno alla origini) era il primo preside di Greendale e un geniale programmatore di computer. Ha segretamente vissuto per decenni nei sotterranei di Greendale insieme alla sua fidanzata robot.
- Scrunch (Seth Green in Emotional Consequences of Broadcast Television) è un membro immaginario del comitato Save Greendale che appare in una delle visioni di Jeff.